# 용인 충렬서원
충렬서원(忠烈書院)은 대한민국 경기도 용인시 모현읍에 있는 서원이다. 경기도의 유형문화재 제9호로 지정되어 있다. 1576년 문충공(文忠公) 정몽주(鄭夢周)를 모시기 위해 지어졌고, 그해 사액을 받았다.

## 개요
고려 후기 충신이자 동방 성리학의 시조인 포은 정몽주(1337∼1392)의 학덕과 충절을 기리기 위하여 지은 서원이다.
조선 선조 9년(1576)에 처음 지었으나 임진왜란(1592)으로 불타 없어져 선조 38년(1605)에 다시 지었다. 이때 정보와 이시직을 같이 모셨다. 광해군 원년(1608)에 임금이 이름을 짓고 현판을 하사하여(사액), 나라의 공인과 경제적 지원을 받았다. 선현 배향과 지방민의 유학교육을 담당하였다.
고종 8년(1871)에 대원군의 서원철폐령으로 훼철되었으나, 1924년에 복원하였다.
마을 뒤쪽의 야산 기슭에 남서향으로 자리하고 있으며, 공부하는 강당을 앞쪽에 배치하고 사당을 뒤쪽에 배치한 전학후묘의 양식을 따르고 있다.
입구의 홍살문과 내삼문·외삼문·사당이 거의 일직선으로 배치되어 있지만, 강당이 축에서 벗어나 사당과 나란히 보이는 점이 특이하다. 또한 재실이나 장경각·교직사 등 부속건물이 없이 사당과 강당만으로 구성되어 있는데, 18세기 이후에 서원이 교육적 기능은 사라지고 제사 기능 중심의 시설로 바뀌어 갔음을 보여 준다. 강당도 교육공간보다는 제향 때 모임 장소로 쓰였다.
전하는 유물로 『유한집』과 『단심가』등을 서원에서 보존하고 있다. 강당과 사당만으로 이루어진 소규모 서원의 형식을 잘 보여주고 있는 건축물이다.

## 같이 보기
- 정몽주

## 참고 자료
- 용인 충렬서원 - 국가유산청 국가유산포털